# Щаснівка (Ніжинський район)
Ща́снівка — село в Україні, у Бобровицькій міській громаді Ніжинського району Чернігівської області. У Щаснівський старостинський округ входять також села Осовець і Гарт. Територія розташована в центральній частині району. Відстань до районного центру автомобільними шляхами — 73 км (автошлях Т 2526), до обласного центру — 117 км.

## Історія
На околиці Щаснівки виявлено поселення черняхівської культури та кургани ІІ-І тис. до н.е.
Щаснівка дивним чином ототожнюється із населеним пунктом, який вперше згадується у 1155 році в Іпатіївському літописі. Названа так буцімто на знак щасливої події — підписання миру між половцями і українськими послами. Хоча більш прийнятна версія — назва йде від імені польського власника Щасний, який заселив територію в 17 ст. 
У Описі Київського намісництва 1781 - 1787 років у селі Щасновке була 131 хата посполитих селян, проживала 501 особа. Село було у власності полковниці Федосії Костянтинівни Забіли.
За переписом 1897 року в селі Щастновка Козелецького повіту Чернігівської губернії мешкала 1931 особа, серед них — 980 чоловіків та 951 жінка. Православними себе назвали 1919.
1924 - 530 дворів, 2219 мешканців.
Під час Німецько-радянської війни 1941-1945 у Щаснівці від недоїдання та хвороб вимерла майже третина дітей. Сотні людей загинули від рук окупантів за зв'язок з партизанським загоном Олександра Кривця.
Виконавчий комітет Чернігівської обласної Ради народних депутатів рішенням від 17 квітня 1978 у Бобровицькому районі об'єднав села Осовець і Щаснівку Щаснівської сільради в одне село Щаснівку.
12 червня 2020 року, відповідно до розпорядження Кабінету Міністрів України № 730-р «Про визначення адміністративних центрів та затвердження територій територіальних громад Чернігівської області», увійшло до складу Бобровицької міської громади.
19 липня 2020 року, в результаті адміністративно-територіальної реформи та ліквідації Бобровицького району, увійшло до складу Ніжинського району Чернігівської області.

## Населення
За даними 2006 року в Щаснівській сільраді проживало 600 осіб. Уродженцем села є  Подоба Є. Г., доктор сільськогосподарських наук.

## Відомі особистості
- Преподобний ігумен і чудотворець Меркурій Бригінський (1870, Щаснівка — 1956, Бригінці), канонізований Українською Православною Церквою Київського Патріархату 7 грудня 2011 року.
- Марченко Іван Васильович (1937, Щаснівка) — український поет.
- Морачевський Яків Миколайович (1874 — ?) — український педагог, викладач, завідувач педагогічними курсами Гухівського педагогічного інституту (грудень 1924 — липень 1925), завідувач Глухівського краєзнавчого музею, один із засновників Остерського краєзнавчого товариства.
- Пархоменко Юрій Васильович (25 жовтня 1927 — 25 листопада 1973) — радянський український редактор, сценарист.
- Лейбовський Мойсей Хацкелевич — відомий в Чернігівській губернії чинбар

## Виноски
1. ↑  http://history.org.ua/LiberUA/5-12-000656-6/5-12-000656-6.pdf с.97,273
2. ↑  Населенныя мѣста Россійской Имперіи въ 500 и болѣе жителей. 1905. — C. 268.
3. ↑  Список населенных мест Черниговской губернии / Центральное статистическое управление УССР, Черниговское губернское статистическое бюро. – Чернигов: Госпиполитография, 1924. – 156 c. : табл.
4. ↑  Марченко, Іван. Золоте руно Антея: Поезія. Проза. — Київ: Сучасний письменник, 2008, сторінка 197
5. ↑  Про визначення адміністративних центрів та затвердження територій територіальних громад Чернігівської області. Офіційний вебпортал парламенту України (укр.). Процитовано 10 липня 2022.
6. ↑  Постанова Верховної Ради України від 17 липня 2020 року № 807-IX «Про утворення та ліквідацію районів»

## Корисні посилання
- Свидовецъ и Щасновка // Историко-статистическое описаніе Черниговской епархіи. Книга пятая. Губ. городъ Черниговъ. Уѣзды: Черниговскій, Козелецкій, Суражскій, Кролевецкій и Остерский. — Черниговъ, Земская типографія, 1874. — С. 257-260. [Архівовано 27 травня 2016 у Wayback Machine.]
- Свидовецъ и Щасновка // Черниговскія Епархіальныя извѣстія. — 1872. Прибавленія. — с. 154—157 (№ 8, 15 апрѣля). [Архівовано 8 грудня 2015 у Wayback Machine.]
- Погода в селі  [Архівовано 20 грудня 2011 у Wayback Machine.]

| Україна | Це незавершена стаття з географії України. Ви можете допомогти проєкту, виправивши або дописавши її. |